# Моньи, Ахмед
Ахмед Моньи (ком. Ahmed Mogni; род. 10 октября 1991, IV округ Парижа) — коморский футболист, левый вингер люксембургского клуба «Женесс» из Эша и сборной Комор.

## Клубная карьера
Ахмед Моньи родился в Париже и до 17 лет занимался футболом в клубе «Пари Университет». Затем он играл в других парижских клубах «Исси-ле-Мулино», «Булонь-Бийанкур» и «Эври». В 2014 году Моньи перешёл в «Париж», где играл за его резервную команду. Проведя за неё хороший сезон, коморец подписал с клубом профессиональный контракт.
23 октября 2015 года Моньи дебютировал в Лиге 2, выйдя на поле в матче «Парижа» с «Ньором».
В сезоне 2017/2018 Моньи выступал за «Булонь-Бийанкур», а по его завершении перешёл в «93». В июне 2020 года он стал игроком «Анси». В дебютном матче за эту команду против «Ле-Мана», состоявшемся 21 августа 2020 года, Моньи сделал дубль.

## Карьера в сборной
13 июня 2015 года Ахмед Моньи дебютировал за сборную Комор, выйдя на замену в гостевом матче с командой Буркина-Фасо, проходившем в рамках квалификации Кубка африканских наций 2017. 1 сентября 2021 года он забил свой первый гол за национальную команду, отметившись на 38-й минуте домашнего товарищеского матча с Сейшельскими Островами, а после перерыва он забил второй, оформив таким образом дубль.
Моньи был включён в состав сборной Комор на Кубок африканских наций 2021 года. Там он выходил на поле во всех четырёх матчах своей команды. При этом в заключительном матче группового этапа против Ганы Моньи отыграл все 90 минут и сделал дубль. Его гол на 85-й минуте принёс Коморам неожиданную победу и выход из группы, что стало одно из самых больших сенсаций во всей истории проведений Кубка африканских наций Он забил два гола в групповом матче со счетом 3-2, победив Гану, что BBC назвала «одним из самых больших потрясений в истории Кубка наций».